# Urosigalphus crassisculptus
Urosigalphus crassisculptus är en stekelart som beskrevs av Joseph Augustine Cushman 1922. Urosigalphus crassisculptus ingår i släktet Urosigalphus och familjen bracksteklar. Inga underarter finns listade i Catalogue of Life.